# Vampeta
Vampeta, właśc. Marcos André Batista Santos (ur. 13 marca 1974 w Nazaré das Farinhas) – brazylijski piłkarz występujący na pozycji środkowego pomocnika.
Przydomek, którym się posługuje, stanowi połączenie dwóch słów: vampiro (wampir) i capeta (diabeł).

## Sukcesy
- Złoty medal Mistrzostw Świata: 2002 z reprezentacją Brazylii
- Zwycięzca Klubowych Mistrzostw Świata: 2000 z Corinthians Paulista
- Mistrz Campeonato Brasileiro Série A: 1998, 1999 z Corinthians Paulista
- Wicemistrz Campeonato Brasileiro Série A: 1993 z Vitorią